# بالا معلم‌کلا
بالا معلم‌کلا، روستایی از توابع بخش مرکزی شهرستان ساری در استان مازندران ایران است.

## جمعیت
این روستا در دهستان میان‌دورود کوچک قرار داشته و بر اساس آخرین سرشماری مرکز آمار ایران که در سال ۱۳۸۵ صورت گرفته، جمعیت آن ۵۶۹نفر (۱۴۷خانوار) بوده‌است.